# Еймунтас Някрошюс
Еймунтас Някрошюс (лит. Eimuntas Nekrošius, 21 листопада 1952, с. Пажобріс, Расейняйський район, Литва — 20 листопада 2018, м. Вільнюс, Литва) — литовський театральний режисер.

## Життєпис
1978 року отримав диплом режисера в Інституті театрального мистецтва ім. Анатолія Луначарського в Москві (майстерня Андрія Гончарова). 1978–1979 роки працював у Каунаський драматичний театр, 1979-1991 – у Литовському державному молодіжному театрі. З 1993 по 1997 роки – директор міжнародного театрального фестивалю «LIFE».
28 січня 1998 року став одним із засновників театру «Мено Фортас» (лит. Meno fortas) – разом з Надією Гультяєвою та за підтримки Міністерства культури Литви – став художнім керівником та постановником. Викладав у Литовській академії театру і музики; Почесний доктор (Doctor Honoris Causa, 2013).
У 1983 році зіграв роль Стасіса Ґіренаса у фільмі «Політ через Атлантичний океан» (реж. Раймондас Вабалас), роль Батька у фільмі «Уроки ненависті» (реж. Антанас Мацюлявічюс).
Дружина – Надія Гультяєва (сценограф), сини Маріус Некрошюс (сценограф) та Мартінас Некрошюс.
Помер 20 листопада 2018 року у Вільнюсі у віці 65 років.

## Творчість
Серед характерних особливостей його постановок — заспокійливий музичний супровід, що повторюється впродовж вистави, активне використання танцю та сценічного руху, а також унікальний сценічний реквізит, використання на сцені природних субстанцій: води, вогню, вітру, льоду, каменю. Тривалість однієї вистави часто перевищує звичайний час перегляду, бо Някрошюс полюбляє складні й амбітні п'єси, як, наприклад, «Пісня Пісень» або «Пори року» Крістіонаса Донелайтіса.

## Найвідоміші постановки
- 1980 — «Квадрат»
- 1981 — «Піросмані, Піросмані»
- 1982 — «Любов і смерть у Вероні» К.Антанеліса та С.Геди (рок-опера за мотивами «Ромео і Джульєтти» В.Шекспіра)
- 1983 — «І довше віку триває день» за Ч.Айтматовим. Державна премія СРСР.
- 1986 — «Дядя Ваня» А.Чехова
- 1991 — «Ніс» за М.Гоголем
- 1994 — «Моцарт і Сальєрі. Дон Жуан. Чума» (за «Маленькими трагедіями» О.Пушкіна)
- 1996 — «Любов і смерть у Вероні» К.Антанеліса та С.Геди (нова редакція)
- 1997 — «Гамлет» В.Шекспіра (в головній ролі — литовська рок-зірка Андрюс Мамонтовас)
- 1999 — «Макбет» В.Шекспіра
- 2001 — «Отелло» В.Шекспіра
- 2003 — «Пори року» (за поемою К.Донелайтіса)
- 2004 — «Пісня пісень» (за «Старим Завітом»)
- 2006 — «Фауст» Й. В. Ґете
- 2009 — «Ідіот» (за романом Ф.Достоєвського)
- 2012 — «Божественна комедія» (за Данте Аліґ'єрі)
- 2001 — «Чайка» А.Чехова («Театро Метастазіо», Прато, Італія).
- 2002 — «Іванов» А.Чехова (театр «Арджентіно», Рим)
- 2008 — «Анна Кареніна» (за романом Л.Толстого; театр «Сторкі», Модена, Італія).

### Оперні постановки
- 2002 — «Макбет» Дж. Верді (Teatro Comunale, Флоренція)
- 2003 — «Макбет» Дж. Верді (Большой театр, Москва)
- 2005 — «Борис Годунов» М.Мусоргського (Театр Maggio Musicale, Флоренція)
- 2005 — «Діти Розенталя» Л.Десятникова (Большой театр)
- 2007 — «Валькірія» Р.Вагнера (Литовський національний театр опери та балету)
- 2010 — «Фауст» Ш.Гуно (Ла Скала, Мілан)
- 2011 — «Отелло» Дж. Верді (Литовський національный театр опери та балету)

### Фільмографія
- 1983 — «Політ через Атлантичний океан» (реж. Раймондас Вабалас) — Стасіс Ґіренас
- 1983 — «Уроки ненависті» (реж. Антанас Мацюлявічюс) — сільський вчитель

## Нагороди
Постановки Някрошюса були нагороджені дипломами різних театральних фестивалів у Литві, Латвії, Естонії, Росії та інших країнах. Някрошюс — лауреат численних державних нагород.
- 1994 — отримав спеціальний приз Литовського театрального об'єднання як найкращий режисер року і нагороду Балтійської Асамблеї за «Маленькі трагедії» О.Пушкіна як найкращу театральну виставу Балтії.
- 1997 — «Гамлет» за В.Шекспіром (за участі А.Мамонтоваса) був представлений на майже всіх головних європейських театральних фестивалях і отримав численні нагороди, зокрема Литовську національну премію.
- 1997 — отримав престижну польську нагороду для режисерів — Премію Конрада Свінарського (присуджує місячник Teatr) — за «Гамлета».
- 2001 — отримав престижну міжнародну нагороду імені Костянтина Станіславського (Москва).
- 2005 — отримав австро-німецьку Нагороду ім. Й. Ґ. Гердера.
- Січень 2008 — італійські театральні критики визнали «Фауста» в постановці Някрошюса найкращою постановкою іноземного режисера в Італії та присудили за неї премію UBU, третю в кар'єрі Някрошюса.
- 2008 — отримав третю почесну премію XVI Міжнародного Стамбульського театрального фестивалю.